# Andrea Querini Stampalia

Stemma Querini

Andrea Maria Querini Stampalia (Venezia, 1757 – Venezia, 1825) è stato un ammiraglio austriaco, ultimo Provveditore Generale di Venezia in Dalmazia e primo comandante della Marina Veneto-Austriaca.

## Biografia
Nacque da famiglia veneziana nobilissima, che aveva dato numerosi uomini alla Serenissima e alla Chiesa e che, fin dal 1200, era annoverata tra le famiglie più ricche della Repubblica. Il 27 ottobre 1795 si insediò a Zara quale Provveditore Generale della Dalmazia e dell'Albania, eletto poco prima dal Maggior Consiglio; in tale veste, fino al giugno 1797, fu comandante militare e civile e giudice supremo nella provincia.
Al Querini, nel giorno della sua inaugurazione, il poeta e musicista dalmata Giulio Bajamonti dedicò dei versi encomiastici in Ottave e due laudi. Le laudi esaltano le virtù del provveditore generale Querini 'l valor, specchio di bel valor oppure la sua saggezza: saggio Querini. Il Bajamonti, ch'era anche medico, apprezzò molto alcuni suoi provvedimenti, adottati per motivi di sanità e igiene. Sempre per questioni di sanità pubblica, il provveditore fece estendere un cordone sanitario verso la Bosnia ed in persona si occupò di perlustrare il confine.
In occasione dell'invasione francese e della fine della Repubblica, si mostrò subito ostile al nuovo governo filo-francese, respingendone l'autorità e rifiutando gli ordini impartiti da esso, del che, poi, fu sollevato dall'incarico e si ritirò a Vienna, dove fu accolto con tutti gli onori. Dopo il trattato di Campoformio e la cessione di Venezia all'Austria, nel 1798 fece ritorno in patria, dove fu nominato comandante generale della neonata Marina Austro-Veneta ed ispettore generale dell'Arsenale, venendo immediatamente cooptato nel Consiglio Segreto dell'Impero (Geheimer Rat).
A causa della cattiva situazione finanziaria e politica, però, non si poté distinguere in tale nuovo prestigioso incarico, perché gli vennero rifiutate le risorse necessarie a riparare le poche vecchi navi non predate dai francesi e ad iniziare la costruzione di nuove. Inoltre, sorsero continui dissidi con il capitano Williams, un marinaio inglese che, fino al suo arrivo, aveva guidato la piccola Triester Marine per gli austriaci e che non era stato formalmente dimesso; i contrasti continuarono a sussistere anche dopo che il Williams venne subordinato al Querini. La disputa non terminò fino alla primavera del 1799, quando al primo fu dato il comando della flottiglia sul Lago di Costanza, lasciando al secondo l'indisputato controllo della flotta costiera e d'altura.
Allo scoppio della Guerra della Seconda Coalizione (1799), la flotta Austro-Veneta consisteva prevalentemente di legni minori per la protezione costiera; ciò nonostante, Vienna non riteneva necessario alcun rinforzo. Nella primavera del 1799 la piccola flottiglia austriaca entrò in azione con successo, cooperando con l'armata austriaca in combattimento a terra nell'Italia settentrionale e, nei pressi delle Bocche del Po, riuscì a sconfiggere una piccola squadra francese. Nello stesso anno le navi austriache presero parte all'assedio di Genova, fino alla sua capitolazione il 24 giugno 1800.
Principale compito della Marina Austro-Veneta restava il pattugliamento dell'Adriatico ma, a causa della sua debolezza, non era in grado di fermare né i pirati barbareschi, né i corsari francesi che attaccavano il naviglio mercantile dalla loro base di Ancona. Nell'autunno del 1799 la situazione peggiorò ulteriormente, fino a quando una flottiglia austriaca guidata da Joseph L'Espine bloccò le forze francesi in Ancona, in cooperazione con la flotta russa. La fanteria austriaca, con un successivo attacco da terra, obbligò la città a capitolare, catturando 5 vascelli, altri legni minori e 17 mercantili e, nella notte, con un colpo di mano L'Espine riuscì ad imprandonirsi di tutti i legni innalzando su di essi la bandiera austriaca; all'alba i Russi si trovarono di fronte al fatto compiuto, per cui ne nacque un incidente diplomatico che ricadde sulle spalle del Querini.
Alla fine della guerra l'Austria era completamente inattiva sul mare. Secondo il trattato di Lunéville, nel 1801, manteneva intatti i suoi possedimenti territoriali, ma in condizioni peggiori che nel 1797. Come conseguenza, Querini fu rimpiazzato proprio col conte L'Espine, che il 23 gennaio 1802 assunse il comando della flotta e la conduzione dell'Arsenale, con l'ordine di rimettere in servizio le navi veneziane e, soprattutto, il permesso di costruire una flotta di otto fregate, quattro brigantini, quattro scune e 40 lance cannoniere.